# Carlos Frías
Pour les articles homonymes, voir Frias (homonymie).
Carlos David Frías (né le 13 novembre 1989 à Nagua, María Trinidad Sánchez, République dominicaine) est un lanceur droitier des Ligues majeures de baseball qui a joué avec les Dodgers de Los Angeles de 2014 à 2016.

## Carrière
Carlos Frías signe son premier contrat professionnel en 2007 avec les Dodgers de Los Angeles.
Lanceur partant dans les ligues mineures, Carlos Frías fait ses débuts dans le baseball majeur le 4 août 2014 comme lanceur de relève des Dodgers face aux Angels de Los Angeles.